# Saarkran

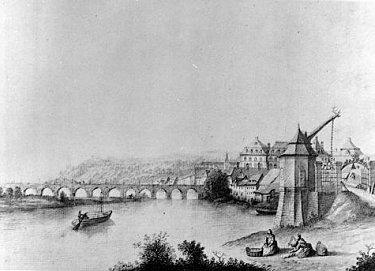
Der Saarkran im 18. Jahrhundert

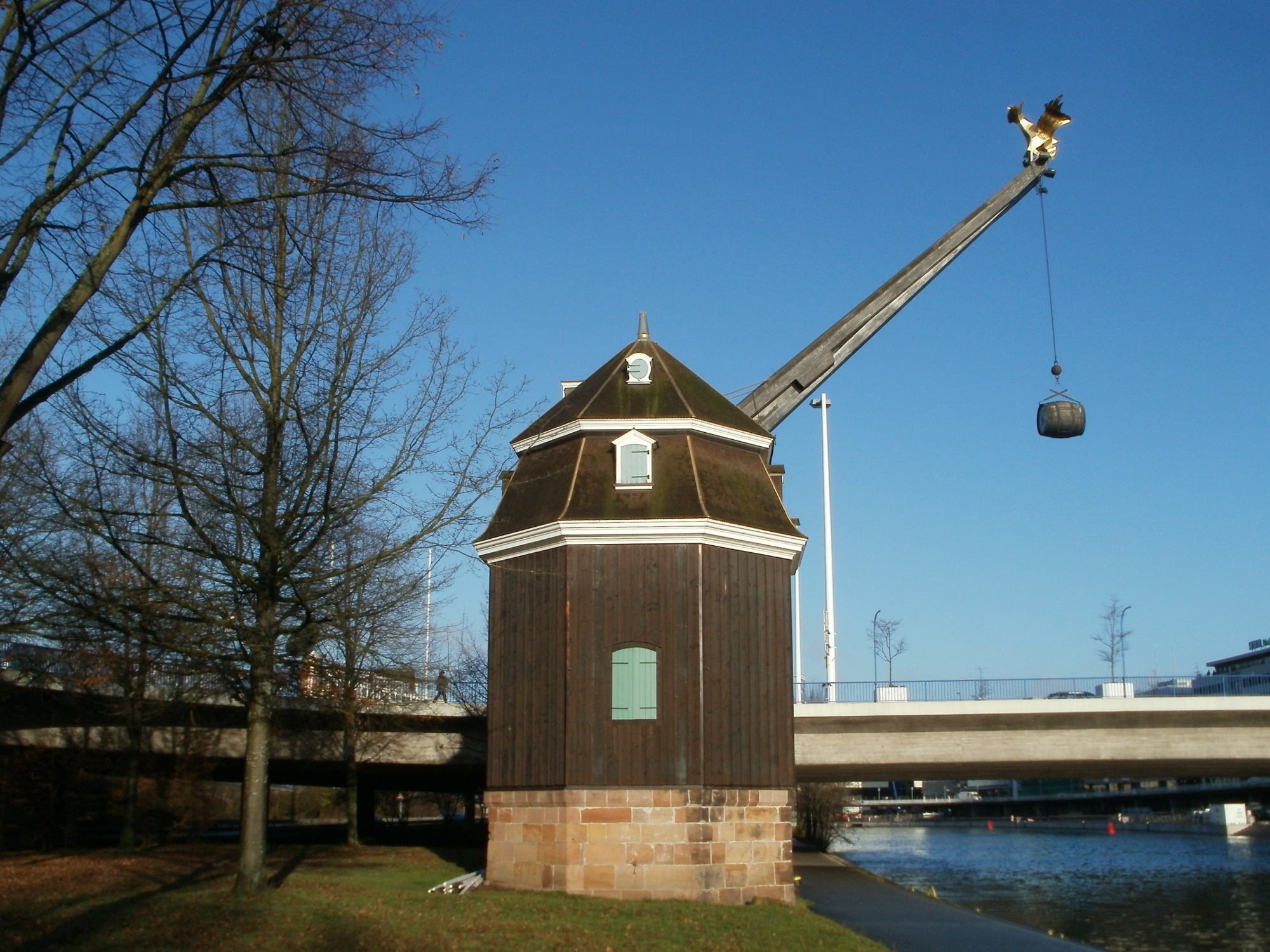
Nachbau des „Alten Saarkrahnen“

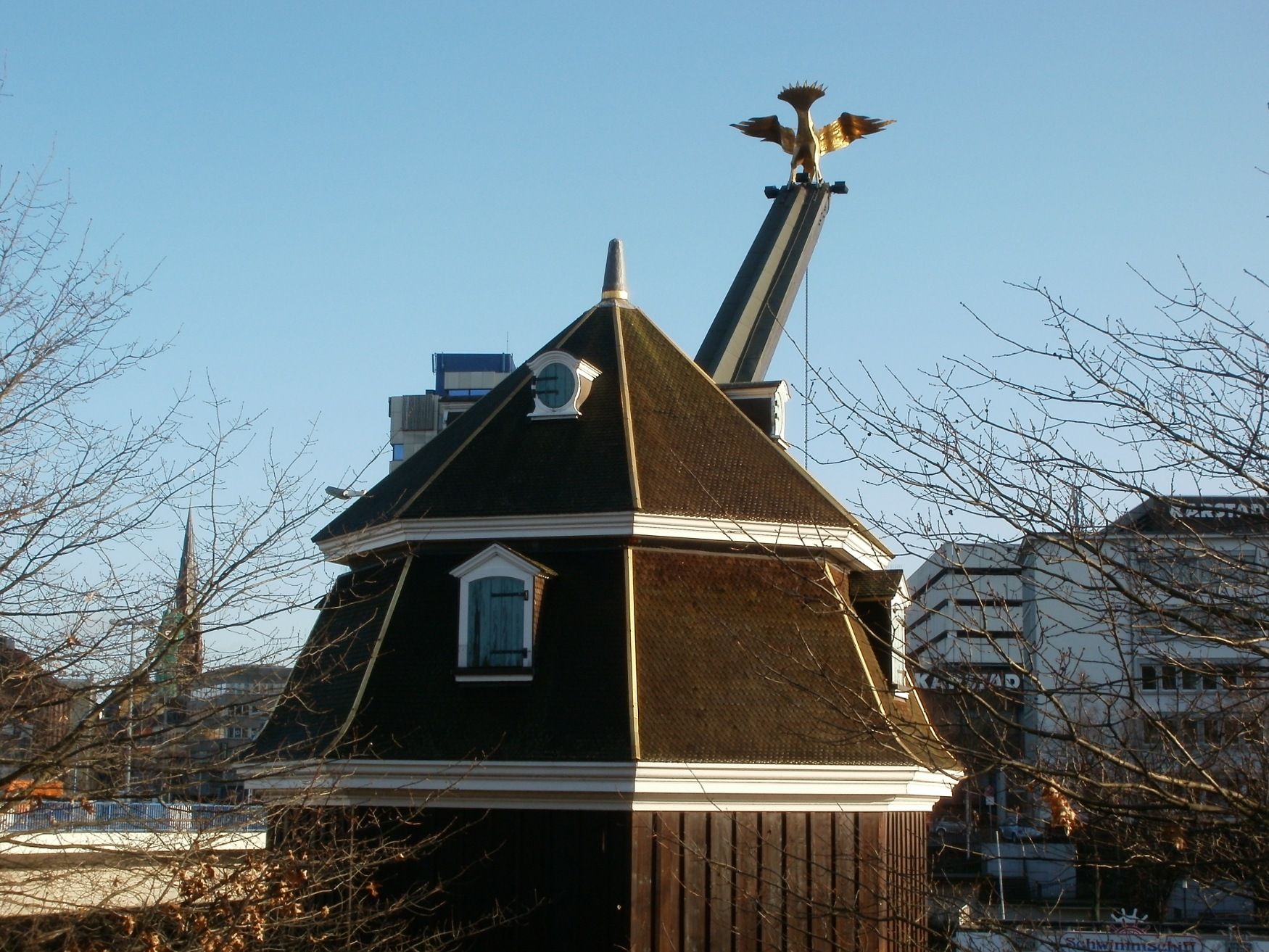
Dachdetail des Krans von Westen

Der Saarkran in Saarbrücken, ursprünglich „Saarkrahnen“, zuletzt auch Alter Saarkra(hne)n genannt, war ein barocker Hafenkran, errichtet nach Plänen und unter der Leitung von Friedrich Joachim Stengel 1761/1762  auf Befehl des Landesfürsten Wilhelm Heinrich von Saarbrücken-Nassau. Der heutige Kran ist ein Nachbau, an derselben Stelle südlich der Wilhelm-Heinrich-Brücke am linken Ufer der Saar errichtet. Es handelt sich um einen landgestützten Tretradkran, seinerzeit auch „Hauskrahnen“ genannt, im Gegensatz zu Schwimmkran oder Kranschiff.

## Beschreibung
Das Kranhaus ist ein achteckiger Holzbau auf einem siebenlagigen Sandsteinsockel, dessen oberste Schicht hervorkragt. Er ist der einzige erhaltene bzw. rekonstruierte Lastkran seiner Art mit achtseitigem Kranhaus, von denen es in früheren Jahrhunderten mehrere gab (z. B. der steinerne barocke Rheinkran in St. Goar aus dem späten 16. Jahrhundert (bis 1866), der Koblenzer Kran (Kranhaus erhalten), die beiden Frankfurter Mainkräne). Das achtseitige schiefergedeckte Mansarddach besteht aus dem feststehenden, steileren unteren Teil mit vier, je an Nord-, West-, Süd- und Ostseite des Daches angebrachten spitzgiebligen Dachgauben mit Holzflügeln und aus dem oberen, flacher geneigten drehbaren Teil mit drei kleinen rundgiebligen Dachgauben mit ovalen Holzflügeln und einem T-Profil-Holzausleger mit Kette, Kugel und Haken mit angehängtem Holzfass. An der Auslegerspitze mit fester Rolle sitzt als seltene Besonderheit ein vergoldeter Adler mit gespreizten Schwingen. Wie auch Darstellungen des Originalkrans zeigen, besaß er keinen Haken oder Ladegeschirr mit loser Rolle wie viele andere Tretkräne, deren Einbau kein großer Aufwand war. Die Eingangstür mit Treppe befindet sich an der Nordseite. Neben dem Kran schildert eine Informationstafel, die den originalen „Saarkrahnen“ (sic!), wie er damals hieß, auf einer Zeichnung aus dem Jahre 1770 zeigt, die Geschichte des Krans und weist auf seinen derzeitigen prekären Zustand hin, u. a. Schäden infolge Wassereindringens an Kaiserbaum, Ausleger und eines Bruchs in der Innenkonstruktion.

## Geschichte
Der heutige Kran ist eine Rekonstruktion aus den Jahren 1989–1991 nach dem historischen „Saarkrahnen“, der von 1762 bis 1852 in Betrieb war und zuletzt „Alter Saarkrahnen“ hieß. Er diente dem Umladen von Waren aus Saarschiffen auf Karren und Fuhrwerke. Seinerzeit war der mehrere Meter hohe Sandsteinsockel in fast voller Höhe am Steilufer der Saar, mit wesentlich niedrigerem Wasserstand als heute, zu sehen, ein gusseiserner Zaun auf Steinsockel mit hohen Steinpfeilern, unmittelbar an der Ostseite des Krans und mit dem Kransockel verbunden, trennte ihn von der Umgegend ab. Der Zugang war aufgrund der Ufergestaltung ebenerdig. Eine ähnliche Abgrenzung hatte der Trierer Zollkran bis in die Mitte des 20. Jahrhunderts.
Landesfürst Wilhelm Heinrich von Saarbrücken-Nassau nahm die Grundsteinlegung des Saarkrahnen am 15. Juni 1761 eigenhändig vor, dessen gesamte Baukosten 5.000 Gulden betrugen. Als Bauherr trat die 1760 gegründete „Krahnengesellschaft“ auf. Sie war fürstlich privilegiert und betrieb den Kran bzw. dessen Neubau von 1784 mit einer Unterbrechung von 1794 bis 1801, während der die Gesellschaft aufgehoben war. Diese Kranensozietät hatte das alleinige Nutzungsrecht am Kran. Ihre Mitglieder – reiche Händler – kauften sich mit hohen Summen in diese exklusive Transport- und Handelsgesellschaft ein und sicherten sich damit eine Vorzugsstellung, indem sie alle kleinen Kaufleute von der Nutzung des Krans ausschlossen. In dieser Zeit der weitgehend durch Zünfte und Gilden und damit durch Wettbewerbsbeschränkungen geprägten Wirtschaft machten die Mitglieder der Kranensozietät die ersten Schritte in Richtung Leistungsorientierung und marktwirtschaftlicher Strukturen.
Anfang März 1784 wurde er vom Jahrhunderteisgang mit Hochwasser (Hochwasser 1784) zerstört und im selben Jahr wieder aufgebaut. Im Jahre 1852 wurde der Stengelsche Kran abgebaut und durch eine Stahlkonstruktion ersetzt. Diese wurde bald mit dem Aufkommen der Eisenbahn und dem Bau einer neuen großen Hafenanlage überflüssig und 1865 stillgelegt. Der Kran verfiel und verschwand, kaum bemerkt, aus dem Stadtbild und dem Gedächtnis der Stadtbewohner. Während der Bauarbeiten zur Stadtautobahn A620 in den frühen 1960er-Jahren stieß man auf sein altes Fundament. Fast weitere 30 Jahre fristete dieser etwas über zwei Meter aus dem entstandenen Uferniveau herausstehende achteckige Sandsteinsockel im Schatten der Auf- und Abfahrrampen der Wilhelm-Heinrich-Brücke wiederum ein unbeachtetes Dasein, erst nach einem erfolgreichen Spendenaufruf Mitte der 1980er-Jahre errichtete man nach historischen Plänen und Stichen aus der Barockzeit in den Jahren 1989–1991 eine architektonisch und auch technisch naturgetreue Rekonstruktion des Krans als Technisches Denkmal auf seinem ursprünglichen Fundament. Seither ist der Alte Krahnen, wie er im Dialekt heißt, sozusagen als ergänzendes i-Tüpfelchen der Renovierung des Saarbrücker Schlosses 1982–1989 entstanden, aus dem Stadtbild der Landeshauptstadt nicht mehr wegzudenken.
Sollte das Projekt Stadtmitte am Fluss realisiert werden können, wird durch den Abriss der gegenwärtigen Wilhelm-Heinrich-Brücke und ihrer für die 1960er-Jahre typischen Betonrampen der Saarkran wieder frei stehen, sich sogar auf einer am Saarufer entstehenden Landzunge befinden und dadurch einen herausgestellten Blickfang darstellen.
Am 26. Juni 2012 musste der Kranausleger wegen erheblicher Mängel abgebaut werden. Fäulnis hatte den aus Kiefernholz anstelle des üblichen, bei tragenden sowie der Witterung ausgesetzten Kranteilen verwendeten Eichenholzes gefertigten „Schnabel“ befallen; Fass und Adler sind eingelagert. Im Dezember 2022 wurde bekanntgegeben, dass der Saarkran im Laufe des Jahres 2023 denkmalgerecht erneuert und der Kranausleger wieder angebracht werden soll.